# Norwegian Wood (This Bird Has Flown)
«Norwegian Wood (This Bird Has Flown)» —en català «Fusta noruega (Aquest ocell ha volat)»— és una cançó de The Beatles que va aparèixer per primera vegada al seu àlbum Rubber Soul de 1965. Acreditada a Lennon-McCartney, va ser escrita principalment per John Lennon, encara que Paul McCartney va contribuir amb algunes parts de la lletra.
La cançó no és solament una mostra de les innovacions al món de la música rock amb el nou afegitó del sitar, sinó que és també una base del rock psicodèlic —John Lennon amb la seva guitarra acústica, acompanyat per George Harrison en el sitar-. La cançó és una balada amb John Lennon en la veu i cors harmònics, típics dels Beatles, en la part del pont.
"Norwegian Wood" va ser una de moltes cançons de Rubber Soul a presentar una relació antagònica amb la seva parella. En directe contrast amb anteriors cançons dels Beatles com a "I Want to Hold Your Hand" o "She Loves You", les cançons del disc presenten un costat més fosc de l'enamorament.
L'exòtica instrumentació i curioses lletres va ser una de les primeres indicacions per les fans d'ampliar el vocabulari musical i enfocament experimental que els Beatles estaven ràpidament adoptant. "Norwegian Wood" va ser triada la cançó número 83 en la llista de les 500 millors cançons de tota la història de la revista Rolling Stone.
La cançó dona nom a la novel·la més famosa del reeixit escriptor japonès Haruki Murakami, Tòquio blues (Norwegian Wood). La història comença quan el protagonista, Toru Watanabe, escolta aquesta cançó dels Beatles en aterrar ena l'aeroport d'Hamburg amb 37 anys, fent-li recordar la seva complicada època universitària en el Tòquio dels anys 60. Existeixen diverses referències a Norwegian Wood, així com altres temes dels Beatles, al llarg de tota la novel·la i fins i tot es dona la situació que el protagonista dorm en una banyera en una escena que recorda molt a la lletra de la cançó...

## Influència oriental
Fou George Harrison que començava a interessar-se en la meditació i a adoptar la cultura hindú en la seva vida, qui va prendre la decisió d'incloure un sitar en la cançó mentre la gravaven el 12 d'octubre i el 21 d'octubre de 1965.
Harrison va recordar temps després:
| « | Estàvem esperant per gravar l'escena del restaurant [a la pel·lícula Help!... I havia un grup d'indis músics tocant al fons. Recordo que vaig agafar el sitar i vaig començar a tocar-lo, pensant "és un so graciós". Va ser una cosa accidental, però durant aquest temps vaig començar a sentir el nom de Ravi Shankar, així que vaig comprar un disc seu i el vaig posar i no podria explicar-ho, però em semblava molt familiar. Va ser com una revelació per a mi .... Vaig comprar un sitar barat a una botiga anomenada Índia Craft de Londres. No sabia que fer amb ell, però quan estàvem treballant en "Norwegian Wood" necessitava alguna cosa. Va ser una cosa espontània ... El vaig prendre, vaig buscar les notes i vaig començar a tocar-lo. La vam gravar i la vam acertar. The Beatles Anthology | » |

## Lletra
La lletra narra una trobada entre el protagonista i una noia anònima. Ells beuen vi a l'habitació de la noia i parlen de nit. A les 2 del matí la noia diu que "és hora d'anar al llit" i el protagonista "gateja fins a la banyera".
"Norwegian Wood" (fusta noruega) es refereix al pi barat amb què generalment estan construïdes les cases de la classe mitjana britànica. L'últim vers diu que el cantant va encendre un foc, la qual cosa pot significar que va cremar el pis com a venjança perquè la noia el va abandonar.

## Crèdits
- John Lennon: Veu en dues pistes, guitarra de sis i dotze cordes.
- Paul McCartney: Cors i baix.
- George Harrison: Sitar en dues pistes.
- Ringo Starr: Pandereta.